# Pedicularis
Pedicularis  L. 1753 è un genere di piante spermatofite dicotiledoni parassite appartenenti alla famiglia delle Orobanchaceae.

## Etimologia
Il nome del genere deriva da un termine latino che significa "pidocchio" e si riferisce alla convinzione che queste piante infestino di pidocchi il bestiame al pascolo; altri giustificano l'etimologia del nome del genere all'opposto, ossia in quanto si pensa che queste piante liberino la testa dai pidocchi.
Il nome scientifico del genere è stato proposto da Carl von Linné (1707 – 1778) biologo e scrittore svedese, considerato il padre della moderna classificazione scientifica degli organismi viventi, nella pubblicazione "Species Plantarum - 2: 607" del 1753.

## Descrizione

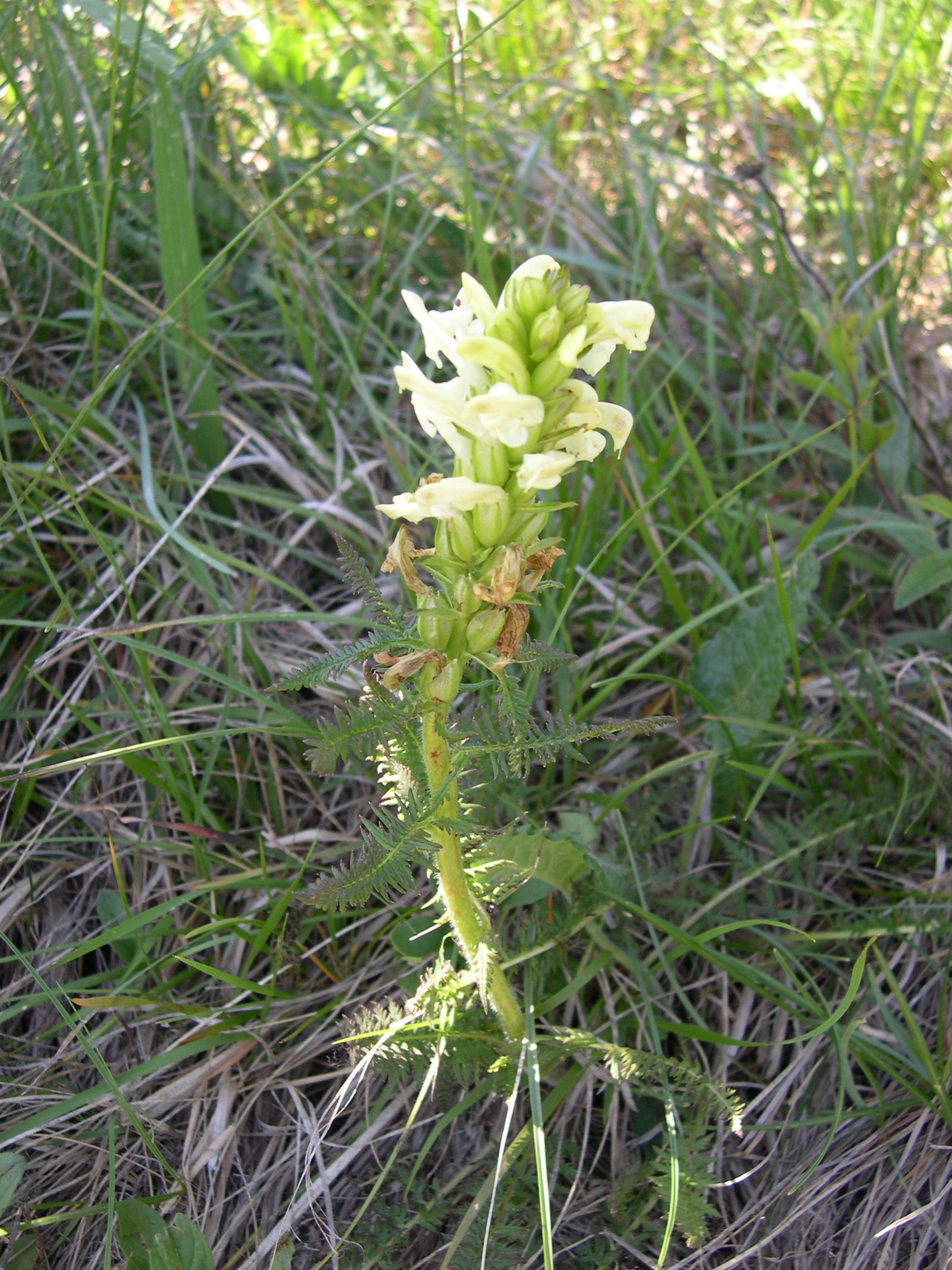
Il portamento
Pedicularis comosa

Queste piante sono alte al massimo 50 cm. La forma biologica è emicriptofita scaposa (H scap), ossia sono piante erbacee, a ciclo biologico perenne, con gemme svernanti al livello del suolo e protette dalla lettiera o dalla neve e sono dotate di un asse fiorale eretto e spesso privo di foglie. Sono presenti anche altre forme biologiche come emicriptofita rosulata (H ros), ossia piante erbacee, a ciclo biologico perenne, con gemme svernanti al livello del suolo e protette dalla lettiera o dalla neve e hanno le foglie disposte a formare una rosetta basale. Alcune specie hanno un ciclo biologico annuale o (più raramente) biennale. Il portamento di queste piante, con i loro fiori troppo grandi in confronto alla taglia generale della pianta e la grande vivacità delle tinte della corolla, sono caratteristiche tipiche delle piante che vivono nelle regioni di alta montagna. Sono inoltre piante parassite: le radici mostrano organi specifici per nutrirsi della linfa di altre piante.

### Radici
Le radici sono grosse e carnose (a volte simili ad un fittone) e si distribuiscono a raggiera cercando di raggiungere le radici di altre piante per succhiarne la linfa, creando così intorno a queste piante una zona "morta" le cui piante parassitate stentano a svilupparsi.

### Fusto
La parte aerea del fusto è eretta o ascendente; raramente è decombente o diffusa. Il fusto può essere semplice oppure ramoso.

### Foglie

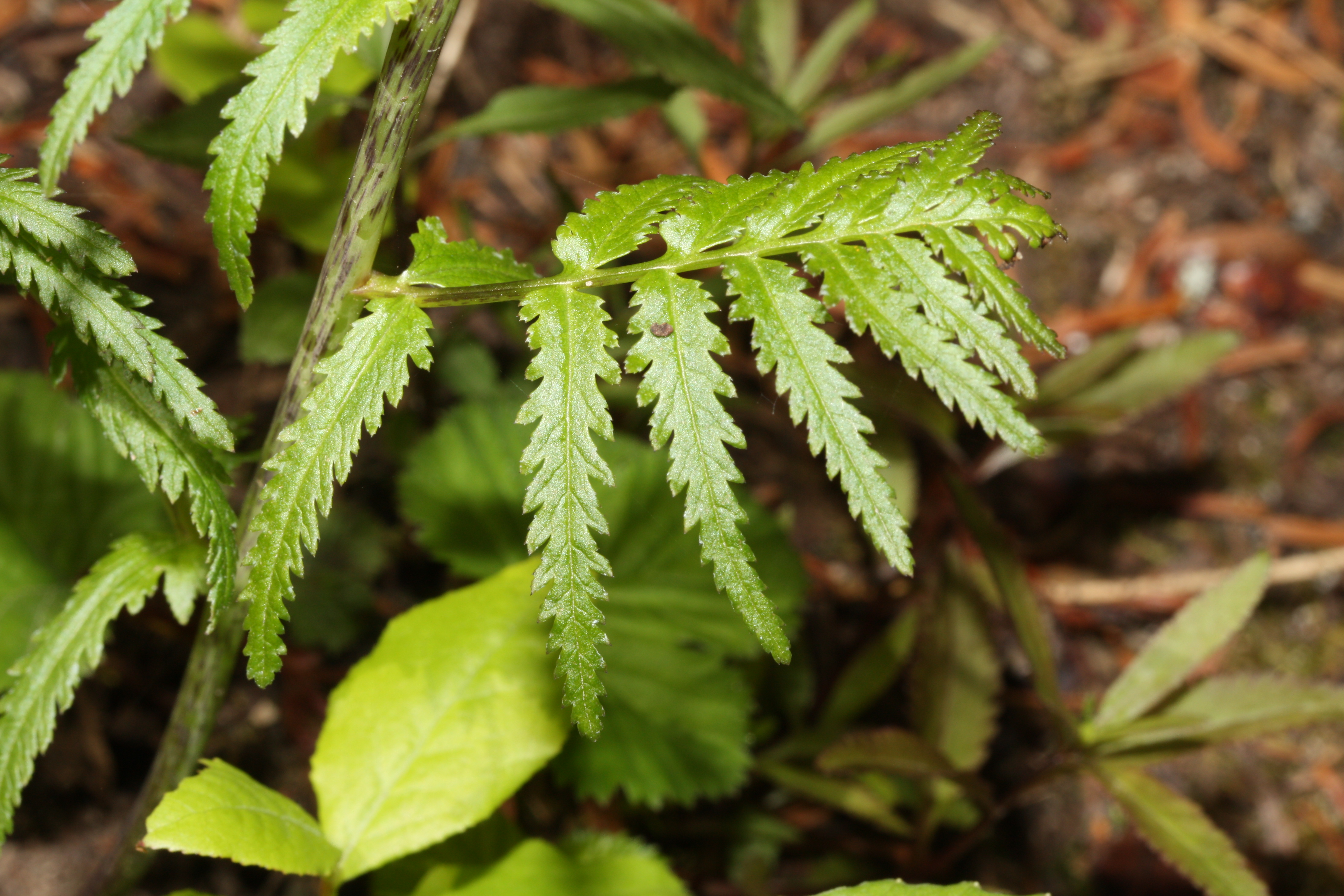
Le foglie
Pedicularis bracteosa

Le foglie si dividono in basali e cauline. Quelle basali sono disposte a rosetta; quelle cauline possono essere disposte in modo opposto, alternato o verticillato. Le foglie sono picciolate (quelle basali) o sessili (soprattutto quelle cauline) con lame a forma da lineare-lanceolata a ovoide di tipo 3-4-pennatifida o 3-4-pennatosetta. Raramente sono intere con margini dentati o seghettati. Sono presenti anche delle brattee fiorali normalmente simili alle foglie superiori ma più ridotte.

### Infiorescenza

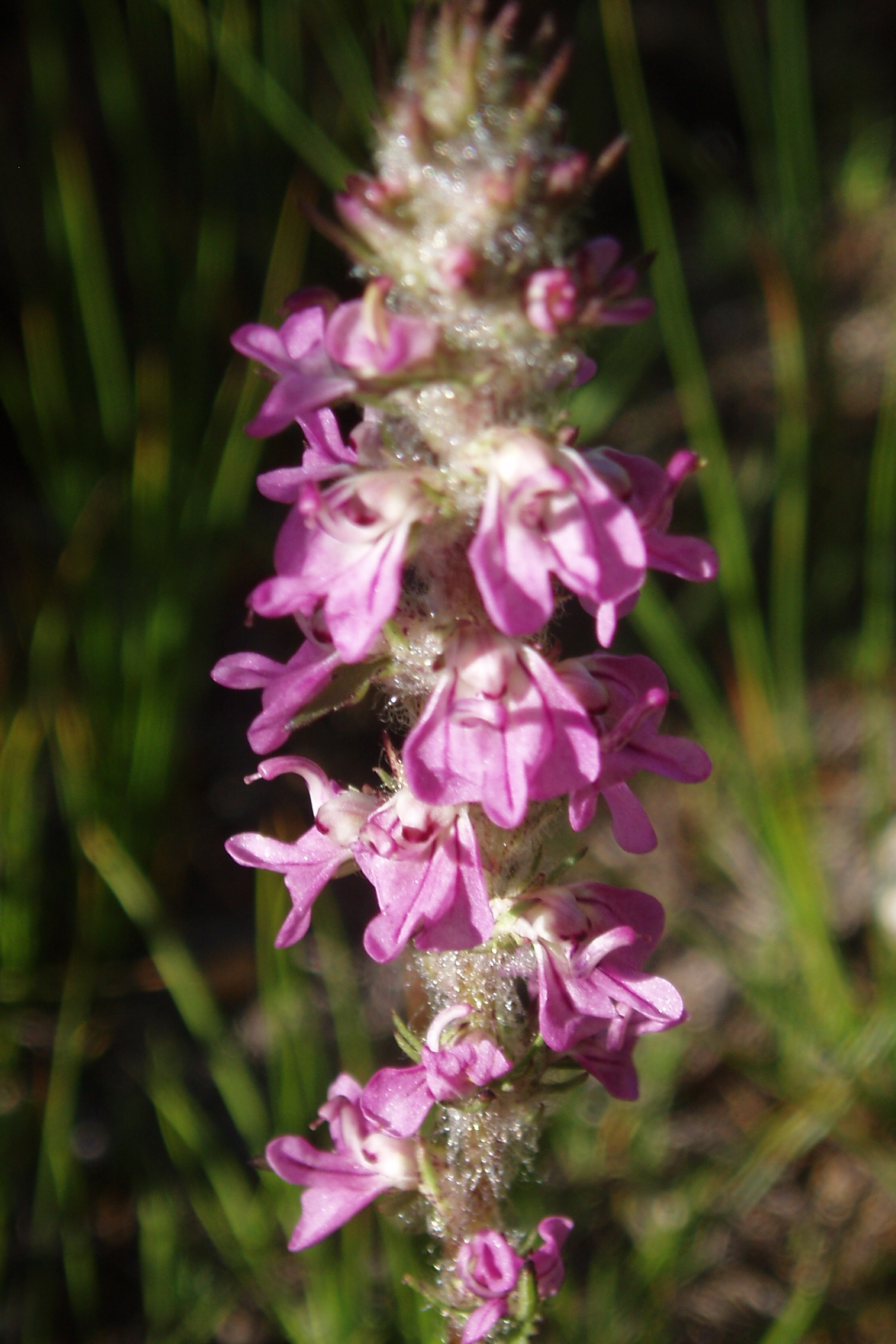
Infiorescenza
Pedicularis attollens

Le infiorescenze in genere sono delle spighe terminali più o meno dense. Alla base di ogni fiore sono presenti delle brattee.

### Fiori

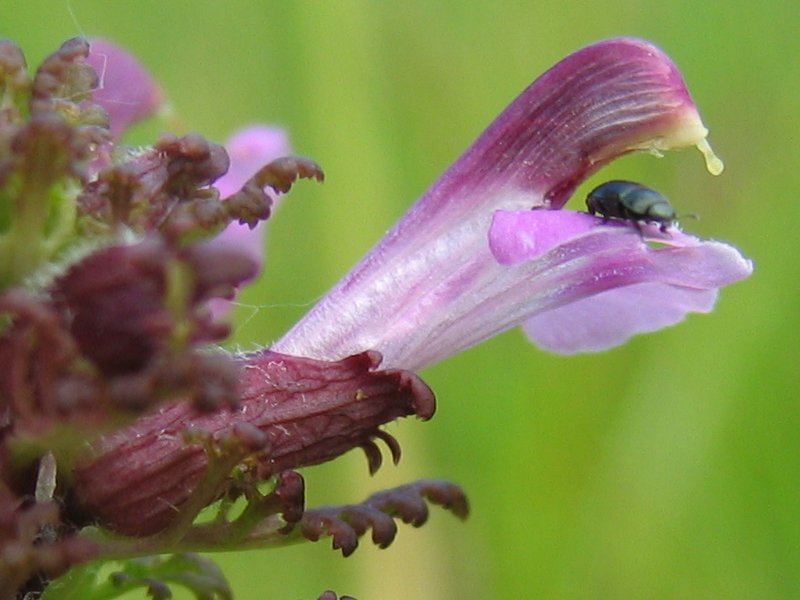
I fiori
Pedicularis palustris

I fiori sono ermafroditi, zigomorfi (del tipo bilabiato), tetrameri, ossia con quattro verticilli (calice – corolla - androceo – gineceo) e pentameri (la corolla e il calice sono a 5 parti). I fiori possono essere da sessili a distintamente pedicellati.
- Formula fiorale: per questa pianta viene indicata la seguente formula fiorale:

X, K (5), [C (2+3), A 2+2], G (2), (supero), capsula
- Calice:il calice è gamosepalo con forme da cinque lobi profondamente divisi a 2 - 5 denti; i lobi possono essere dentati, seghettai o pennatifidi. La base del calice è un tubo da campanulato a tubolare. Spesso il calice è accrescente all'antesi.
- Corolla: la corolla, a forma più o meno cilindrica e lievemente compressa ai lati, è gamopetala fortemente bilabiata a fauci aperte; il labbro superiore della corolla è più o meno falcato e termina in un becco con uno o due denti oppure nessuno; il labbro inferiore è più o meno patente con tre lobi. Il colore della corolla varia da rosa, rosso, porpora fino a giallo o biancastro.
- Androceo: l'androceo possiede quattro stami didinami (due grandi e due piccoli). I filamenti sono inseriti (inclusi) più o meno alla base della corolla. Le antere, dissimulate sotto il cappuccio del labbro superiore sono strettamente unite da una fitta peluria; possono essere mucronate. La maturazione del polline è contemporanea allo stigma.[12]
- Gineceo: l'ovario, con forme da ovoidi a lanceolate compresse, è supero formato da due carpelli ed è biloculare. Lo stilo inserito all'apice dell'ovario è del tipo filiforme; lo stigma, capitato, è semplice ed è protruso oltre il cappuccio della corolla in modo da evitare l'auto-impollinazione.[12]

### Frutti
l frutto è una capsula acuminata loculicida bivalve a forma ovale-lanceolata compresso-globosa. I semi sono tanti o pochi a forma angolosa.

## Riproduzione
- Impollinazione: l'impollinazione avviene tramite insetti (impollinazione entomogama).
- Riproduzione: la fecondazione avviene fondamentalmente tramite l'impollinazione dei fiori (vedi sopra).
- Dispersione: i semi cadendo a terra sono dispersi soprattutto da insetti tipo formiche (disseminazione mirmecoria).

## Distribuzione e habitat
Le specie di questo genere sono distribuite in Europa, nell'areale mediterraneo, nell'Asia settentrionale e nel Nord America, con la maggiore diversità di specie in Europa (circa 70 specie) e in Cina con una presenza di oltre 350 specie di cui 271 endemiche. Mancano in Africa e Australia. L'habitat è tipicamente quello temperato-montano a quote più o meno elevate. Queste piante prediligono il terreno mal drenato e acre (per questo anche sono mal brucate dal bestiame); in genere si trovano nei pascoli poveri della flora montana e alpina (la povertà dei pascoli spesso è causata proprio dalla loro presenta a causa del loro parassitismo).

### Distribuzione alpina
Delle specie spontanee in Italia la maggioranza sono quelle che vivono sull'arco alpino. La tabella seguente mette in evidenza alcuni dati relativi all'habitat, al substrato e alla distribuzione delle specie alpine.
| Specie | Comunità vegetali | Piani vegetazionali         | Substrato  | pH     | Livello trofico | H2O     | Ambiente       | Zona alpina                    |
| --- | ----------------- | --------------------------- | ---------- | ------ | --------------- | ------- | -------------- | ------------------------------ |
| P. acaulis | 9                 | subalpino montano           | Ca         | basico | basso           | medio   | B6 F2 F3 G4    | Alpi centrali                  |
| P. ascendens | 10                | subalpino                   | Ca         | basico | basso           | secco   | F5             | Alpi centro-occidentali        |
| P. asplenifolia | 3                 | alpino                      | Ca/Si      | basico | basso           | medio   | C3             | BG TN BZ                       |
| P. cenisia | 10                | alpino subalpino            | Ca - Si    | neutro | basso           | secco   | F5             | SV TO AO VC                    |
| P. comosa | 10                | subalpino                   | Ca - Si    | neutro | medio           | medio   | F2 F5          | Tutto l'arco alpino            |
| P. elongata subsp. elongata | 10                | alpino subalpino            | Ca         | basico | basso           | secco   | F5             | Alpi orientali                 |
| P. elongata subsp. julica | 10                | alpino subalpino            | Ca         | basico | basso           | secco   | F5             | BL UD                          |
| P. foliosa | 10                | subalpino                   | Ca         | basico | alto            | umido   | F5             | Alpi centro-occidentali        |
| P. gyroflexa | 10                | alpino subalpino            | Ca         | basico | basso           | secco   | F2 F5          | Tutto l'arco alpino            |
| P. hacquetii | 11                | subalpino montano           | Ca         | basico | alto            | umido   | F3 F5 G2 G4    | Alpi orientali                 |
| P. hoermanniana | 9                 | subalpino montano           | Ca         | basico | alto            | umido   | F3 F5          | Carnia                         |
| P. oederi | 10                | alpino                      | Ca         | basico | basso           | medio   | F5             | TO BG BS TN BZ                 |
| P. kerneri | 10                | alpino                      | Si         | acido  | basso           | secco   | F5             | Tutto l'arco alpino (escl. UD) |
| P. palustris | 7                 | subalpino montano collinare | Ca/Si - Si | neutro | basso           | bagnato | E1             | TO AO NO CO SO TN BZ VI BL UD  |
| P. recutita | 13                | subalpino                   | Ca - Si    | neutro | alto            | umido   | F5 G2          | Alpi da AO a UD                |
| P. rosea subsp. allionii | 10                | alpino subalpino            | Ca - Si    | neutro | basso           | secco   | F5             | Alpi occidentali               |
| P. rosea subsp. rosea | 10                | alpino                      | Ca         | basico | basso           | secco   | F5             | Alpi orientali                 |
| P. rostratocapitata | 10                | alpino subalpino            | Ca         | basico | basso           | secco   | F5             | Alpi centro-orientali          |
| P. rostratospicata subsp. helvetica | 10                | alpino subalpino            | Ca - Ca/Si | basico | medio           | medio   | F5             | Alpi centro-occidentali        |
| P. rostratospicata subsp. rostratospicata | 10                | alpino subalpino            | Ca - Ca/Si | basico | medio           | medio   | F5             | UD                             |
| P. sylvatica | 10                | montano collinare           | Ca - Si    | acido  | basso           | umido   | B6 E1 E2 F3 I1 | TO                             |
| P. tuberosa | 10                | alpino subalpino            | Si         | acido  | basso           | secco   | F5             | Tutto l'arco alpino            |
| P. verticillata | 10                | alpino subalpino            | Ca - Ca/Si | basico | basso           | umido   | E1 F5          | Tutto l'arco alpino            |
| Legenda e note alla tabella. Substrato con “Ca/Si” si intendono rocce di carattere intermedio (calcari silicei e simili); vengono prese in considerazione solo le zone alpine del territorio italiano (sono indicate le sigle delle province). Comunità vegetali: 2 = comunità terofitiche pioniere nitrofile; 3 = comunità delle fessure, delle rupi e dei ghiaioni; 7 = comunità delle paludi e delle sorgenti; 9 = comunità a emicriptofite e camefite delle praterie rase magre secche;10 = comunità delle praterie rase dei piani subalpino e alpino con dominanza di emicriptofite; 11 = comunità delle macro- e megaforbie terrestri; 12 = comunità delle lande di arbusti nani e delle torbiere; 13 = comunità arbustive; 14 = comunità forestali. Ambienti: B1 = campi, colture e incolti; B2 = ambienti ruderali; scarpate; B5 = rive, vicinanze corsi d'acqua; B6 = tagli rasi forestali, schiarite, strade forestali; B7 = parchi, giardini, terreni sportivi; C2 = rupi, muri e ripari sotto roccia; C3 = ghiaioni, morene e pietraie; E1 = paludi e torbiere basse; E2 = torbiere alte; F2 = praterie rase, prati e pascoli dal piano collinare al subalpino; F3 = prati e pascoli mesofili e igrofili; F5 = praterie rase subalpine e alpine; F7 = margini erbacei dei boschi; G2 = praterie rase dal piano collinare a quello alpino; G3 = macchie basse; G4 = arbusteti e margini dei boschi; I1 = boschi di conifere; I2 = boschi di latifoglie; I3 = querceti submediterranei. |                   |                             |            |        |                 |         |                |                                |

## Tassonomia
La famiglia di appartenenza del genere (Orobanchaceae) comprende soprattutto piante erbacee perenni e annuali semiparassite (ossia contengono ancora clorofilla a parte qualche genere completamente parassita) con uno o più austori connessi alle radici ospiti. È una famiglia abbastanza numerosa con circa 60 - 90 generi e oltre 1700 - 2000 specie (il numero dei generi e delle specie dipende dai vari metodi di classificazione) distribuiti in tutti i continenti, ma in prevalenza nell'Emisfero Boreale e in particolare nelle regioni temperate e calde del Vecchio Mondo. Il genere Pedicularis comprende 400-500 specie (il genere più numeroso della famiglia) delle quali quasi due dozzine sono presenti nella flora spontanea italiana (e un'altra quarantina circa nel resto dell'Europa).

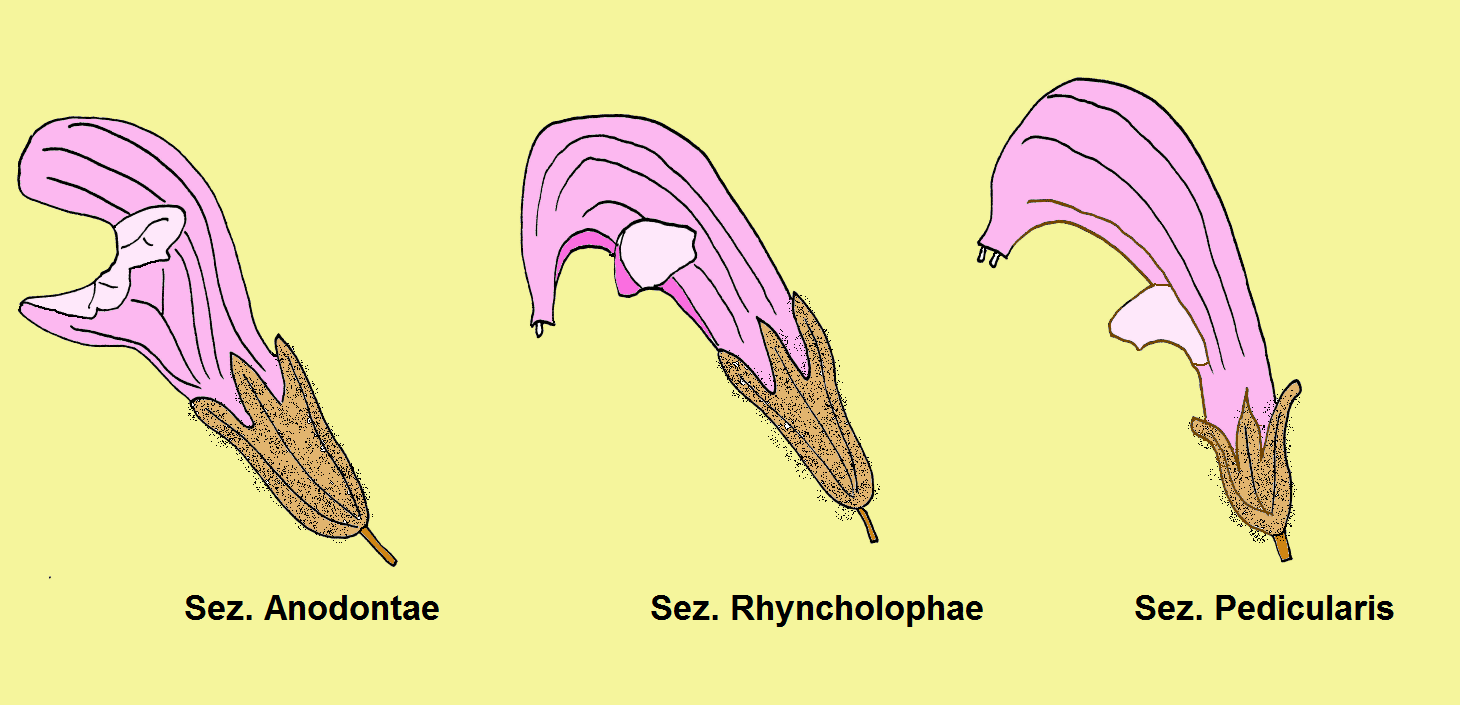
Le tre sezioni del genere per la flora spontanea italiana

La classificazione del genere è difficile in quanto la forma del fiore è molto simile tra specie e specie; inoltre il colore della corolla nel secco è indistinguibile. Altri elementi conflittuali sono la morfologia della corolla che è stata soggetta a convergenza evolutiva dovuta alla mediazione degli impollinatori, o anche l'omoplasia nella disposizione delle foglie. Pignatti nella "Flora d'Italia" divide le specie spontanee della flora italiana in tre gruppi in base alla forma del labbro superiore (vedi il disegno):
- Sez. Anodontae: l'apice del labbro superiore della corolla è arrotondato (né rostrato e né dentato).
- Sez. Rhyncholophae: il labbro superiore della corolla è più o meno falcato e termina in un becco allungato.
- Sez. Pedicularis: il labbro superiore della corolla è provvisto di due dentini sotto la parte falcata.

Altri testi propongono (sempre per la flora spontanea italiana) una quarta divisione: Verticillatae facendo riferimento alla disposizione delle foglie cauline a verticilli di 3 - 4 foglie e al labbro superiore della corolla a portamento diritto. La sezione Pedicularis a volte è chiamata Bidentata.
Ad un livello più ampio il genere Pedicularis è suddiviso in almeno tre sottogeneri  (Cyclophyllum, Allophyllum, Poecilophyllum), suddivisi a loro volta in sezioni (almeno 20) e diverse serie per ogni sezione.

### Filogenesi

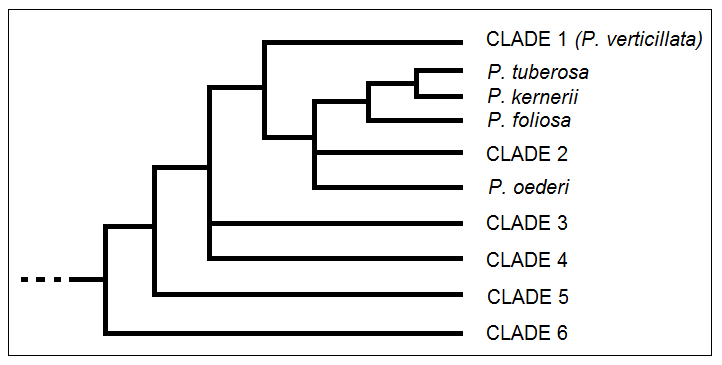
Cladogramma del genere

Secondo una recente ricerca di tipo filogenetico la famiglia Orobanchaceae è composta da 6 cladi principali nidificati uno all'interno dell'altro. Il genere Pedicularis si trova nel quarto clade (relativo alla tribù Pedicularideae). All'interno della tribù il genere è in posizione "gruppo fratello" al resto dei generi della tribù.
Il genere Pedicularis storicamente è suddiviso in sottogeneri, sezioni e serie; tuttavia gli ultimi studi di tipo filogenetico sul DNA hanno dimostrato che la maggior parte di queste sezioni non sono monofiletiche (fortemente monofiletico è comunque il genere così come è circoscritto attualmente). Da questi studi il genere risulta diviso in 6 cladi principali qui brevemente descritti iniziando da quello più interno (il "core" del genere):
- clade 1: in questo gruppo le foglie sono disposte in modo opposto o verticillato, i tubi della corolla sono brevi e possono o no avere un becco; questo gruppo corrisponde grosso modo al sottogenere Cyclophyllum Li e tutte le specie della serie Verticillatae sono comprese in questo gruppo, ma la serie comprendendo altri campioni non è monofiletica per cui il carattere della corolla breve è probabilmente una omoplasia (in quanto non ha una origine comune); in questo clade si trova la specie presente nella flora spontanea italiana Pedicularis verticillata;
- clade 2: questo gruppo corrisponde alla serie Megalanthae (sottogenere Poecilophyllum - sezione Saccochilus) le cui specie sono distribuite nella parte occidentale dell'Himalaya caratterizzate da fiori lunghi (fino a 11 cm) con corolla resupinata (in questo modo il labbro inferiore che è più grande crea un riparo per gli impollinatori dalle condizioni più fredde delle alte quote);
- clade 3: questo gruppo corrisponde alla serie Longiflorae Prain (sottogenere Poecilophyllum - sezione Schizocalyx)  le cui specie hanno le corolle curve-rostrate con becco; la distribuzione è Nepal e Sichuan;
- clade 4: questo gruppo corrisponde alla sezione Cyathophora (sottogenere Cyclophyllum Li) le cui specie sono caratterizzate dalle basi delle foglie perfogliate; le specie di questo gruppo sono endemiche della Cina centro-meridionale;
- clade 5: questo gruppo contiene le specie della sezione Lasioglossa (sottogenere Allophyllum) caratterizzate dalle foglie disposte a spirale; altri caratteri distintivi sono i singoli gambi diritti, le foglie a consistenza coriacea con margini da pennatifidi a dentati;
- clade 6: quest'ultimo clade corrisponde alla serie Gloriosae (sottogenere Allophyllum - sezione Lasioglossa) con specie distribuite nel Giappone.

La ricerca descritta sopra è stata concentrata soprattutto sulle specie asiatiche (quelle più diffuse), mentre delle specie europee (e italiane in particolare) sono stati esaminati solo alcuni membri. Il cladogramma a lato, tratto dalla ricerca indicata e semplificato, oltre a indicare la posizione filogenetica dei 6 cladi principali del genere indica anche la posizione di alcune specie europee-italiane poste principalmente tra il primo e il secondo clade.

### Specie spontanee italiane
Per meglio comprendere ed individuare le varie specie del genere (solamente per le specie spontanee della flora italiana) l’elenco seguente utilizza in parte il sistema delle chiavi dicotomiche analitiche (vengono cioè indicate solamente quelle caratteristiche utili a distingue una specie dall'altra).
- SEZIONE A (sect. Anodontae): l'apice del labbro superiore della corolla è arrotondato (né rostrato e né dentato);

- Gruppo 1A: la pianta è priva di fusto; i fiori sono brevemente penducolati e sono inseriti direttamente nella rosetta basale;

- Pedicularis acaulis.

- Gruppo 1B: la pianta ha un fusto ben sviluppato; l'infiorescenza è formata da spighe o racemi con pedicelli ben visibili;

- Gruppo 2A: la disposizione delle foglie superiori e quella delle brattee è verticillata; il tubo del calice è glabro (sono presenti solamente alcuni peli lunghi sulle nervature), è inoltre rigonfio alla fruttificazione;

- Pedicularis verticillata.

- Gruppo 2B: la disposizione delle foglie superiori e quella delle brattee è alterna;

- Gruppo 3A: il colore della corolla è completamente giallo-pallido;

- Gruppo 4A: le brattee alla base sono villose; il calice è inciso per metà della sua lunghezza sul lato ventrale; i denti del calice sono meno lungi di 1 mm (a parte quello posteriore); il labbro superiore della corolla è sparsamente peloso;

- Pedicularis hacquetii.

- Gruppo 4B: il calice non ha nessuna incisione; i denti del calice sono più lungi di 1 mm; le brattee sono glabre o appena pubescenti;

- Pedicularis foliosa: il fusto e le foglie sono pubescenti; il labbro superiore della corolla è pubescente sull'apice e sul dorso.
- Pedicularis hoermanniana: tutta la pianta è glabra; il labbro superiore della corolla è glabro sul dorso.

- Gruppo 3B: il colore della corolla è rosso-purpureo o più o meno bruno;

- Gruppo 5A: il fusto è più alto di 20 cm; la dimensione delle foglie è: larghezza 2 - 3 cm, lunghezza 10 - 18 cm;

- Pedicularis recutita.

- Gruppo 5B: il fusto è più basso di 20 cm; la dimensione delle foglie è: larghezza 1 cm, lunghezza 4 - 11 cm;

- Gruppo 6A: il calice è lungo 7 - 10 mm e il margine dei denti è intero;

- Pedicularis rosea: la forma della lamina è pennatifida con segmenti di tipo strettamente-lanceolato e apice acuto; la superficie del calice è villosa; il colore della corolla è roseo-violaceo; lo stigma sporge dalla corolla.
- Pedicularis oederi: la forma della lamina è pennatosetta con segmenti di tipo ovato e apice ottuso o arrotondato; la superficie del calice è irsuta-lanata; il colore della corolla è giallo con apice rosso; lo stigma sporge poco dalla corolla.

- Gruppo 6B: il calice è lungo 11 - 14 mm con denti crenati o incisi;

- Pedicularis elegans.

- SEZIONE B (sect. Rhyncholophae): il labbro superiore della corolla è più o meno falcato e termina in un becco allungato;

- Gruppo 1A: il colore della corolla è giallo;

- Gruppo 2A: il fusto è peloso almeno alla base; il calice è peloso sul tubo, ma non sui denti o internamente;

- Pedicularis tuberosa.

- Gruppo 2B: il fusto è percorso da due linee di peli, altrimenti è glabro; il calice è peloso sia internamente che sui denti;

- Gruppo 3A: i denti del calice sono creanti, simili ai segmenti delle foglie; i segmenti delle brattee sono dentati o incisi;

- 'Pedicularis elongata subsp. elongata: le brattee e il tubo del calice sono glabri.
- 'Pedicularis elongata subsp. julica: le brattee e il tubo del calice sono densamente villosi.

- Gruppo 3B: i denti del calice sono interi; i segmenti delle brattee sono più o meno interi;

- Pedicularis ascendens.

- Gruppo 1B: il colore della corolla è rossa, rosea o purpurea;

- Gruppo 4A: il tubo della corolla è lungo 11 - 17 mm (più o meno 1,5 volte più lungo del calice che è lungo 9 - 15 mm);

- Pedicularis gyroflexa: il fusto è eretto o ascendente; i fiori sono subsessili con la corolla colorata di rosa-pallido; la superficie del calice è densamente lanata.
- Pedicularis elegans: il fusto è più o meno prostrato-diffuso; i fiori sono distintamente pedicellati con la corolla colorata di rosa molto intenso; la superficie del calice è glabra o pubescente.

- Gruppo 4B: il tubo della corolla è lungo 7 - 10 mm (generalmente lungo come calice);

- Gruppo 5A: i fiori sono distintamente pedicellati;

- Gruppo 6A: il labbro inferiore della corolla è cigliato;

- Pedicularis rostratocapitata.

- Gruppo 6B: il labbro inferiore della corolla è glabro;

- Pedicularis kerneri: il portamento del fusto è sdraiato o ascendente; la superficie del calice è glabra o pubescente.
- Pedicularis asplenifolia: il portamento del fusto è eretto; la superficie del calice è villosa-lanata con peli color ruggine.

- Gruppo 5B: i fiori sono subsessili;

- Pedicularis cenisia: i piccioli delle foglie basali sono villosi; le foglie cauline sono poche (1 - 2) o assenti.
- Pedicularis rostratospicata: i piccioli delle foglie basali sono glabri; le foglie cauline sono numerose.

- SEZIONE C (sect. Pedicularis): il labbro superiore della corolla è provvisto di due dentini sotto la parte falcata;

- Gruppo 1A: i fusti fioriferi sono provvisti di rami laterali a loro volta fioriferi;

- Pedicularis palustris: il calice è bilabiato; il labbro superiore della corolla possiede due piccoli denti posti sotto l'apice.
- Pedicularis sylvatica: il calice non è bilabiato; il margine laterale del labbro superiore della corolla è intero.

- Gruppo 1B: i fusti fioriferi laterali sono mancanti;

- Gruppo 2A: il colore della corolla è giallo-pallido;

- Pedicularis friderici-augusti: le brattee superiori hanno il contorno intero.
- Pedicularis comosa: le brattee superiori sono trifide o dentate.

- Gruppo 2B: il colore della corolla è rosa-carne o rosa intenso;

- Pedicularis petiolaris.

### Specie spontanee europee
In Europa e nell'areale mediterraneo oltre alle specie spontanee della flora italiana, sono presenti le seguenti specie:
- Pedicularis acmodonta Boiss., 1844 - Distribuzione: Armenia
- Pedicularis amoena Steven., 1823 - Distribuzione: Russia
- Pedicularis anthemifolia Colla, 1835 - Distribuzione: Russia
- Pedicularis arguteserrata Vved., 1955 - Distribuzione: Russia
- Pedicularis armena Boiss. & A. Huet, 1856 - Distribuzione: Armenia
- Pedicularis asparagoides Lapeyr., 1813 - Distribuzione: Francia e Spagna
- Pedicularis atropurpurea Nordm., 1837 - Distribuzione: Anatolia
- Pedicularis baumgartenii Simonk., 1886 - Distribuzione: Romania
- Pedicularis brachyodonta Schloss. & Vuk., 1857 - Distribuzione: Penisola Balcanica
- Pedicularis cadmea Boiss., 1844 - Distribuzione: Anatolia
- Pedicularis caucasica M. Bieb., 1808 - Distribuzione: Anatolia e Armenia
- Pedicularis compacta Willd., 1800 - Distribuzione: Russia
- Pedicularis condensata M. Bieb., 1808 - Distribuzione: Anatolia e Armenia
- Pedicularis crassirostris Bunge, 1841 - Distribuzione: Anatolia e Armenia
- Pedicularis dasyantha Hadac, 1942 -  Distribuzione: Russia e Scandinavia
- Pedicularis dasystachys Schrenk, 1844 -  Distribuzione: Russia e Ucraina
- Pedicularis elisabethae T. N. Popova, 1965 - Distribuzione: Russia
- Pedicularis eriantha (Boiss. & Buhse) T. N. Popova, 1965
- Pedicularis exaltata Besser, 1832 - Distribuzione: Europa sud orientale
- Pedicularis ferdinandi Bornm., 1922 - Distribuzione: ex Jugoslavia
- Pedicularis flammea L., 1753 - Distribuzione: Scandinavia e Islanda
- Pedicularis graeca Bunge, 1843 - Distribuzione: Albania e Grecia
- Pedicularis heterodonta Pancic, 1884 - Distribuzione: Serbia
- Pedicularis hirsuta L., 1753 - Distribuzione: Scandinavia e Russia
- Pedicularis kaufmannii Pinzger, 1868 - Distribuzione: Europa orientale
- Pedicularis labradorica Wirsing, 1778 - Distribuzione: Russia
- Pedicularis lapponica L., 1753 - Distribuzione: Scandinavia e Russia
- Pedicularis leucodon Griseb., 1844 - Distribuzione: Penisola Balcanica (meridionale)
- Pedicularis limnogena A. Kern., 1863 - Distribuzione: Romania e Serbia
- Pedicularis mixta Gren., 1853 - Distribuzione: Francia e Spagna
- Pedicularis nordmanniana Bunge, 1849 - Distribuzione: Anatolia
- Pedicularis numidica Pomel, 1875 - Distribuzione: Algeria
- Pedicularis olympica Boiss., 1844 - Distribuzione: Grecia e Anatolia
- Pedicularis orthantha Griseb., 1844 - Distribuzione: ex Jugoslavia e Bulgaria
- Pedicularis panjutinii E. A. Busch, 1935
- Pedicularis physocalyx Bunge, 1841 - Distribuzione: Russia
- Pedicularis pontica Boiss., 1875 - Distribuzione: Anatolia
- Pedicularis pyrenaica J. Gay, 1832 - Distribuzione: Francia e Spagna
- Pedicularis resupinata L., 1753 - Distribuzione: Russia
- Pedicularis schizocalyx (Lange) Steininger, 1887 - Distribuzione: Spagna
- Pedicularis sibirica Vved., 1955 - Distribuzione: Russia
- Pedicularis sibthorpii Boiss., 1844 - Distribuzione: Armenia e Ucraina
- Pedicularis sudetica Willd., 1800 - Distribuzione: Europa orientale
- Pedicularis wilhelmsiana M. Bieb., 1819 - Distribuzione: Anatolia

## Usi
L'interesse per queste piante è unicamente ornamentale.

## Alcune specie

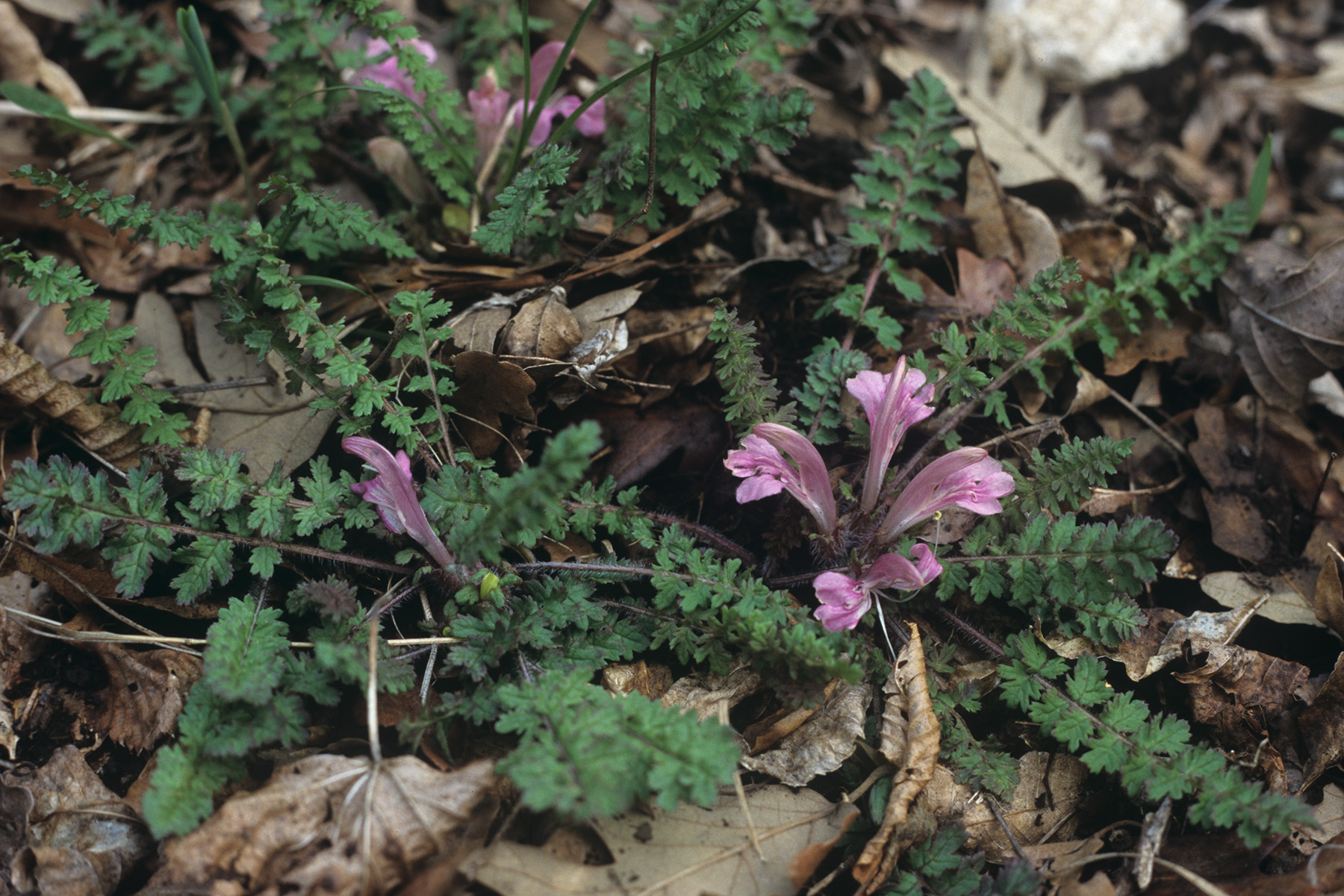
Pedicularis acaulis
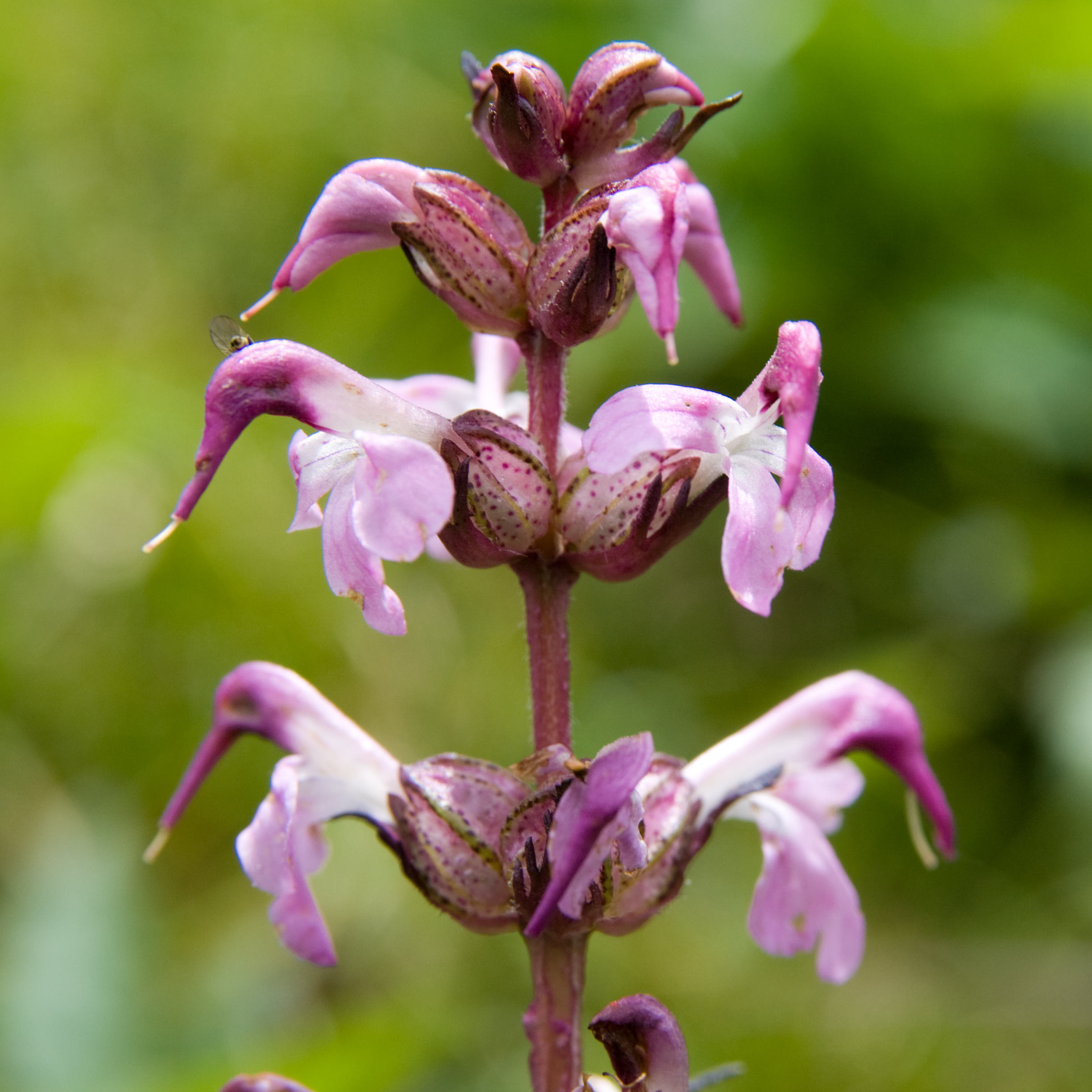
Pedicularis chamissonis
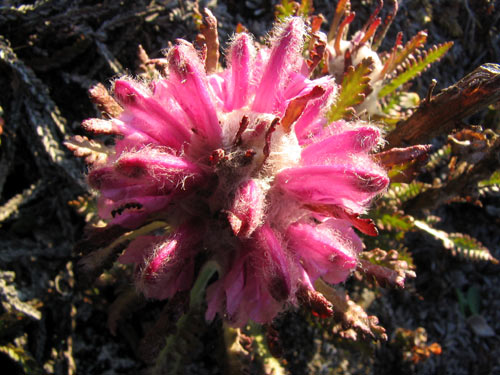
Pedicularis dasyantha
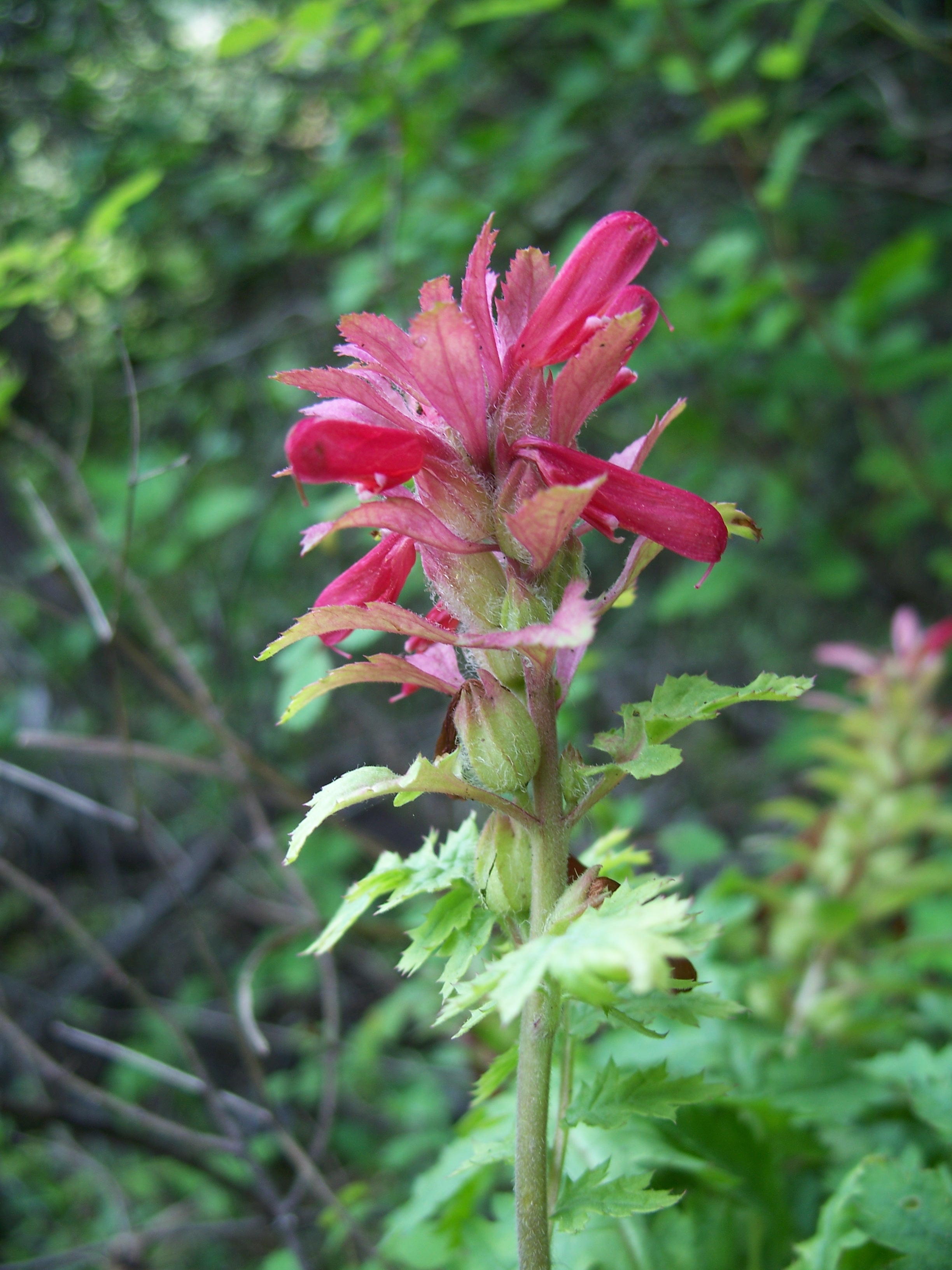
Pedicularis densiflora
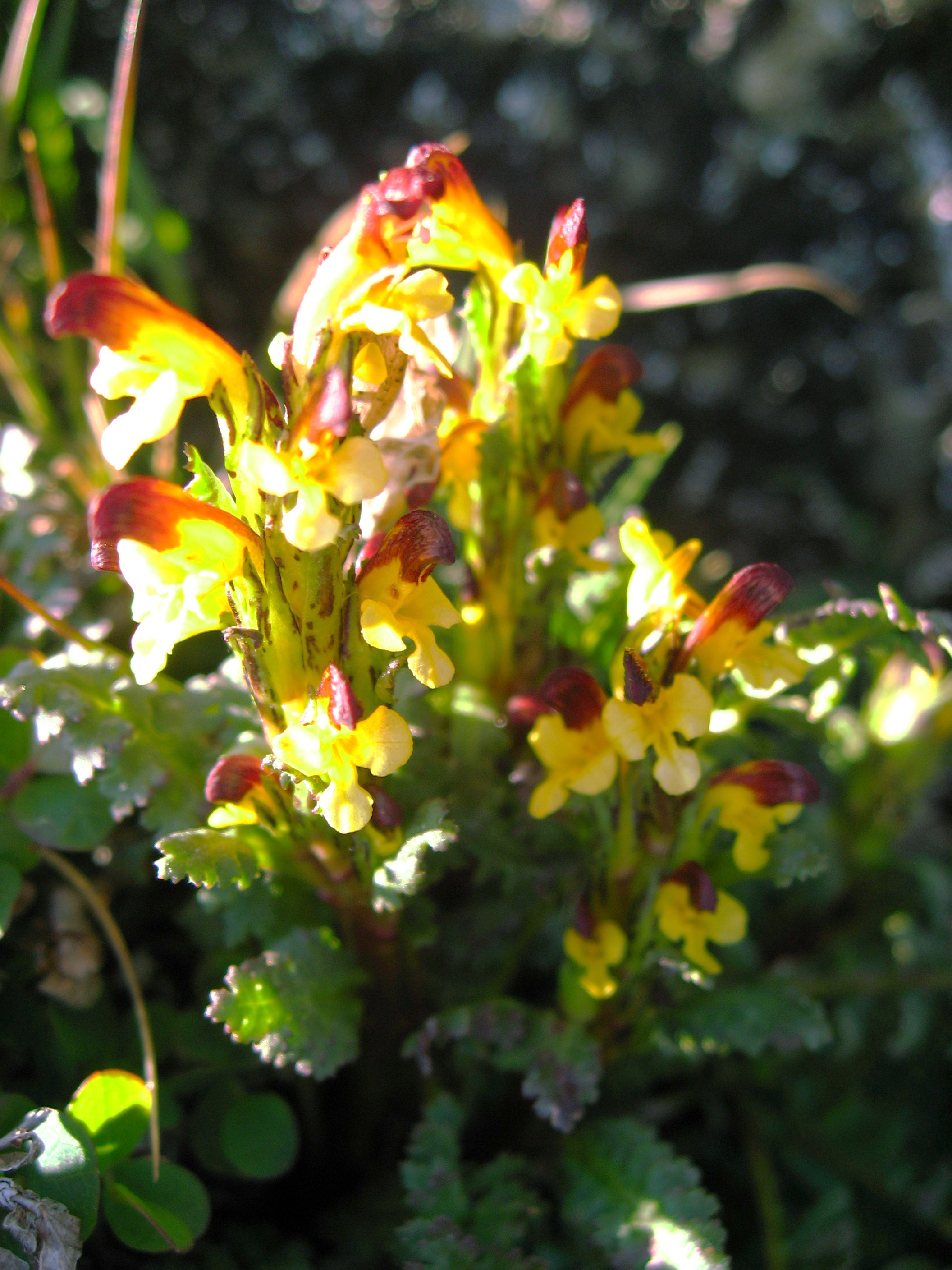
Pedicularis flammea
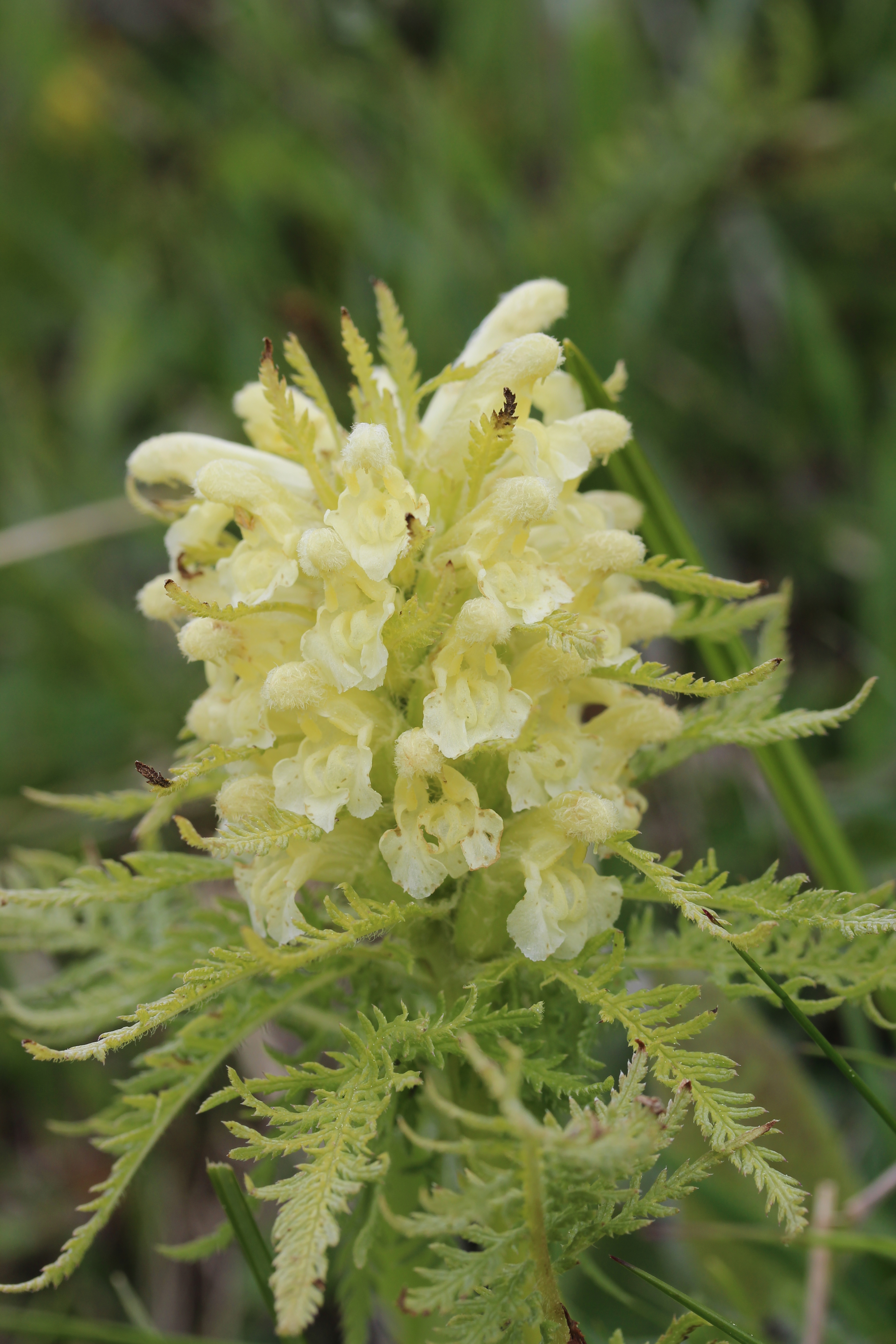
Pedicularis foliosa
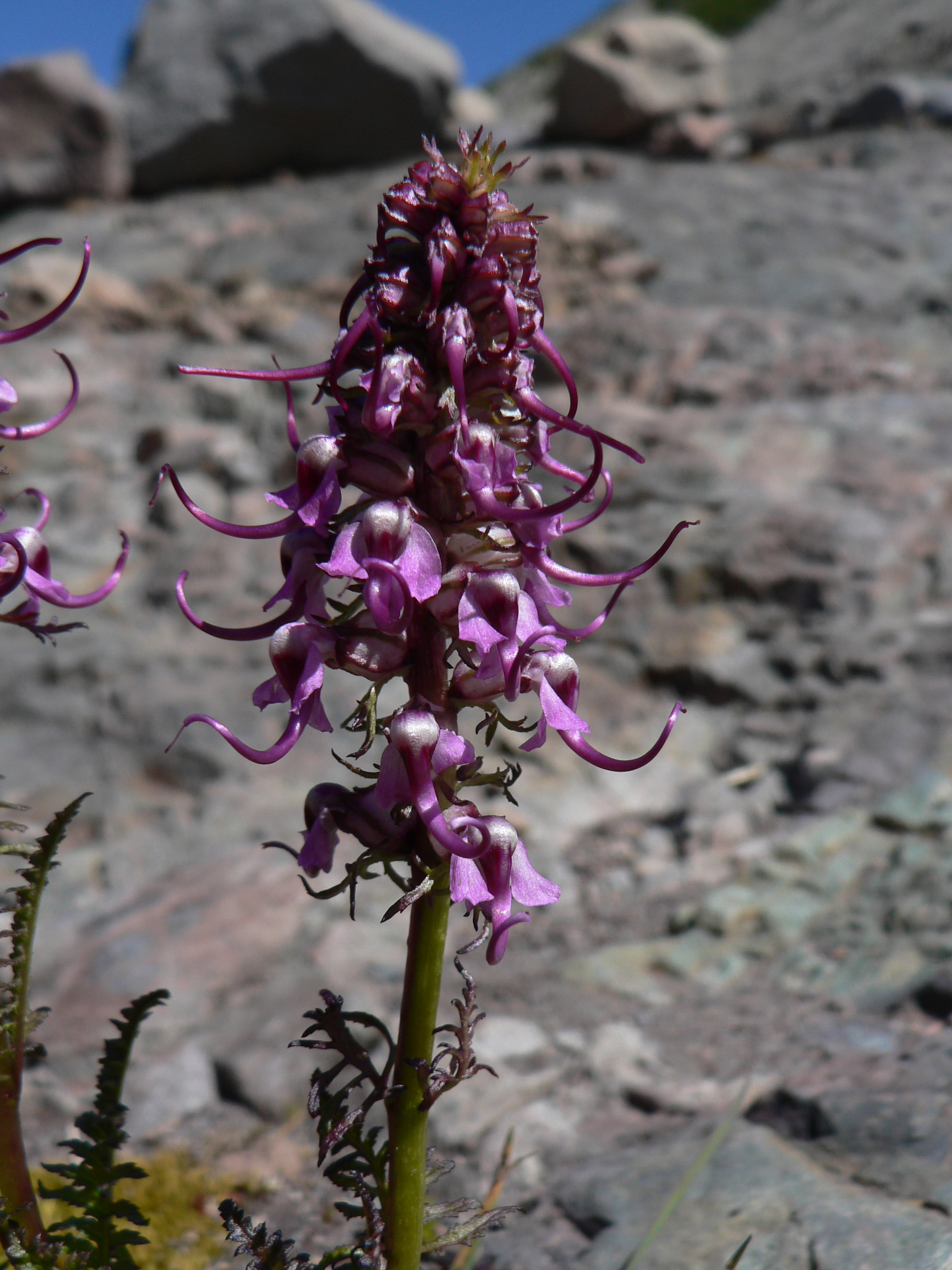
Pedicularis groenlandica
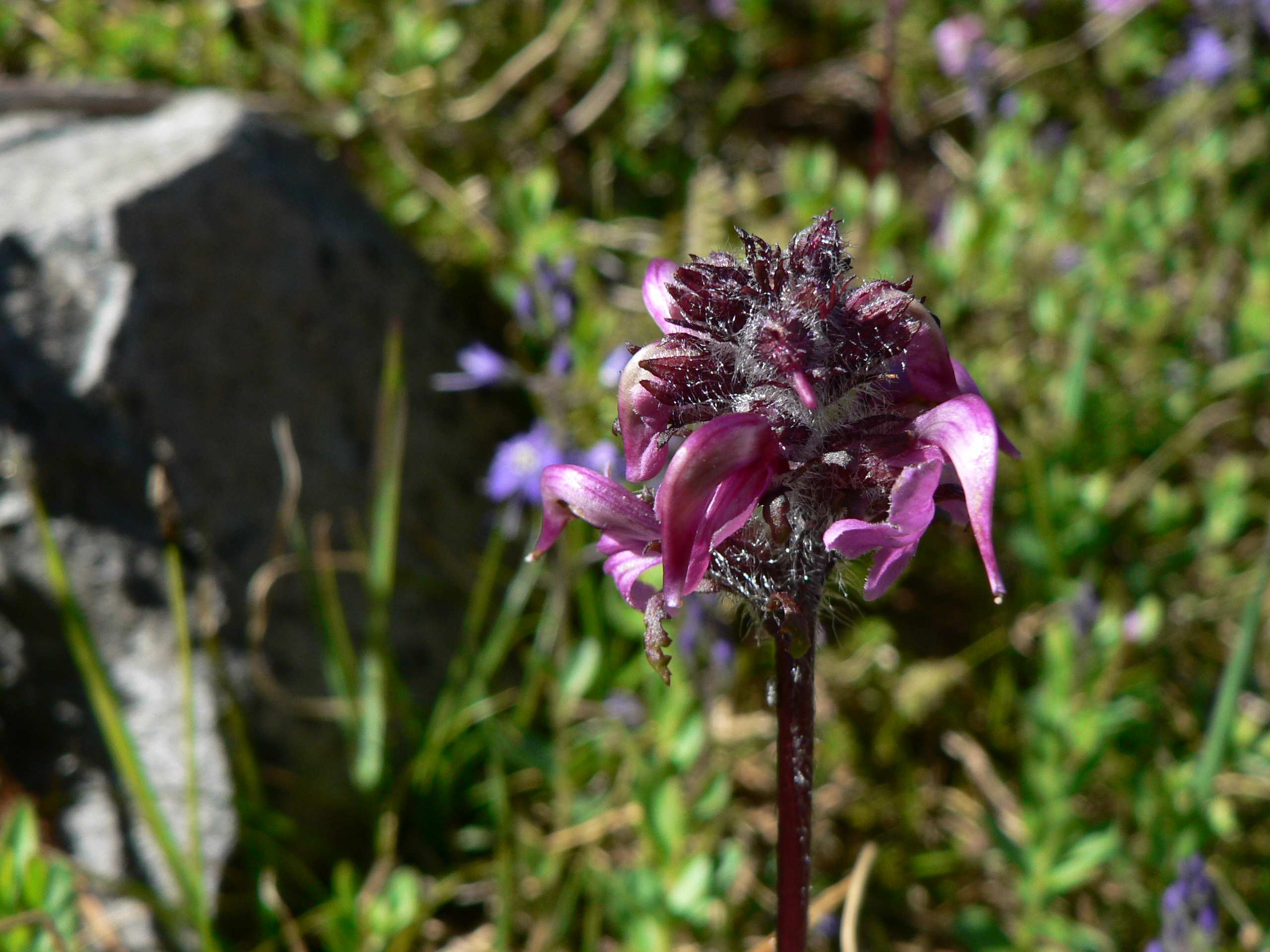
Pedicularis ornithorhyncha
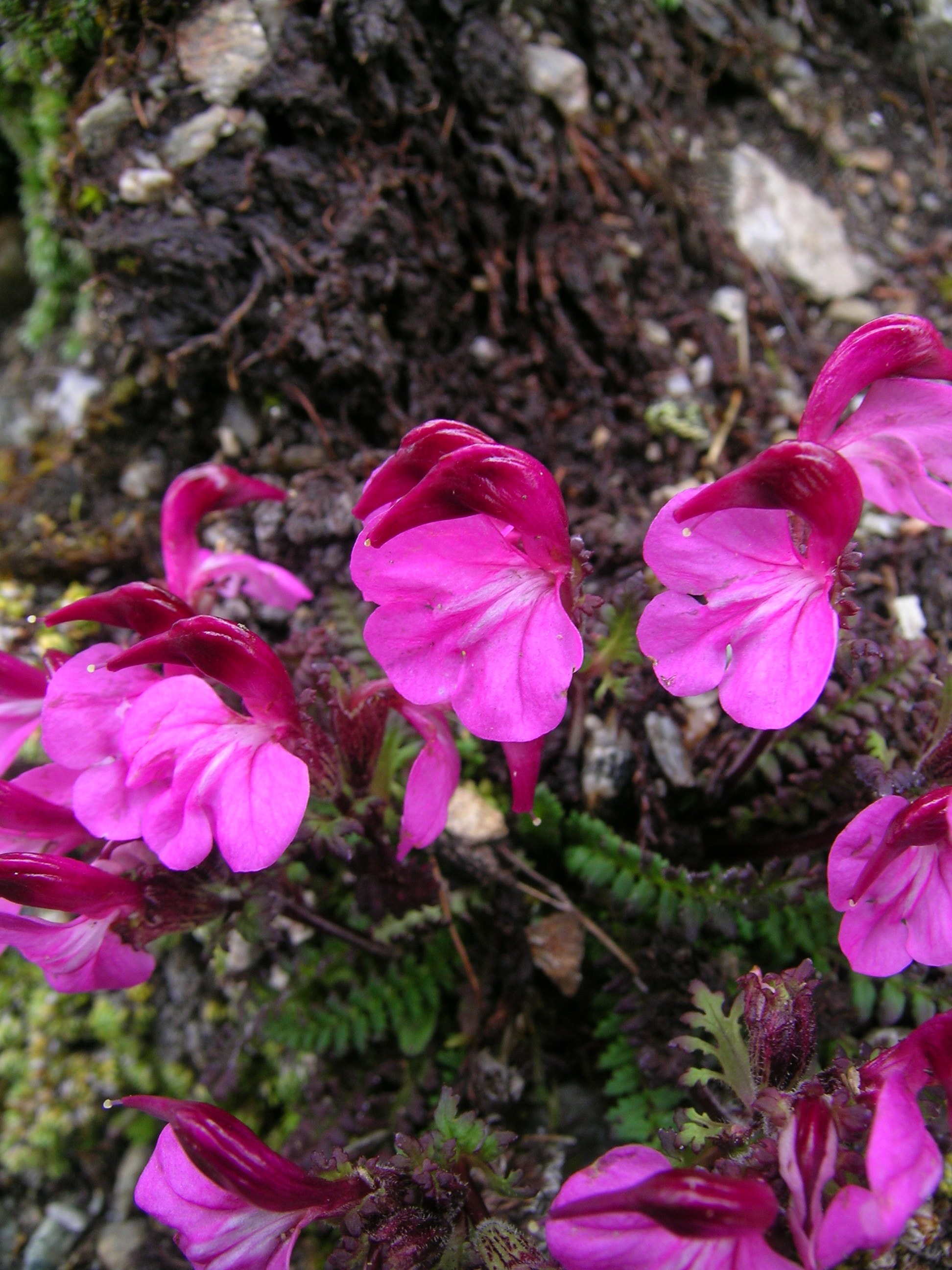
Pedicularis kerneri
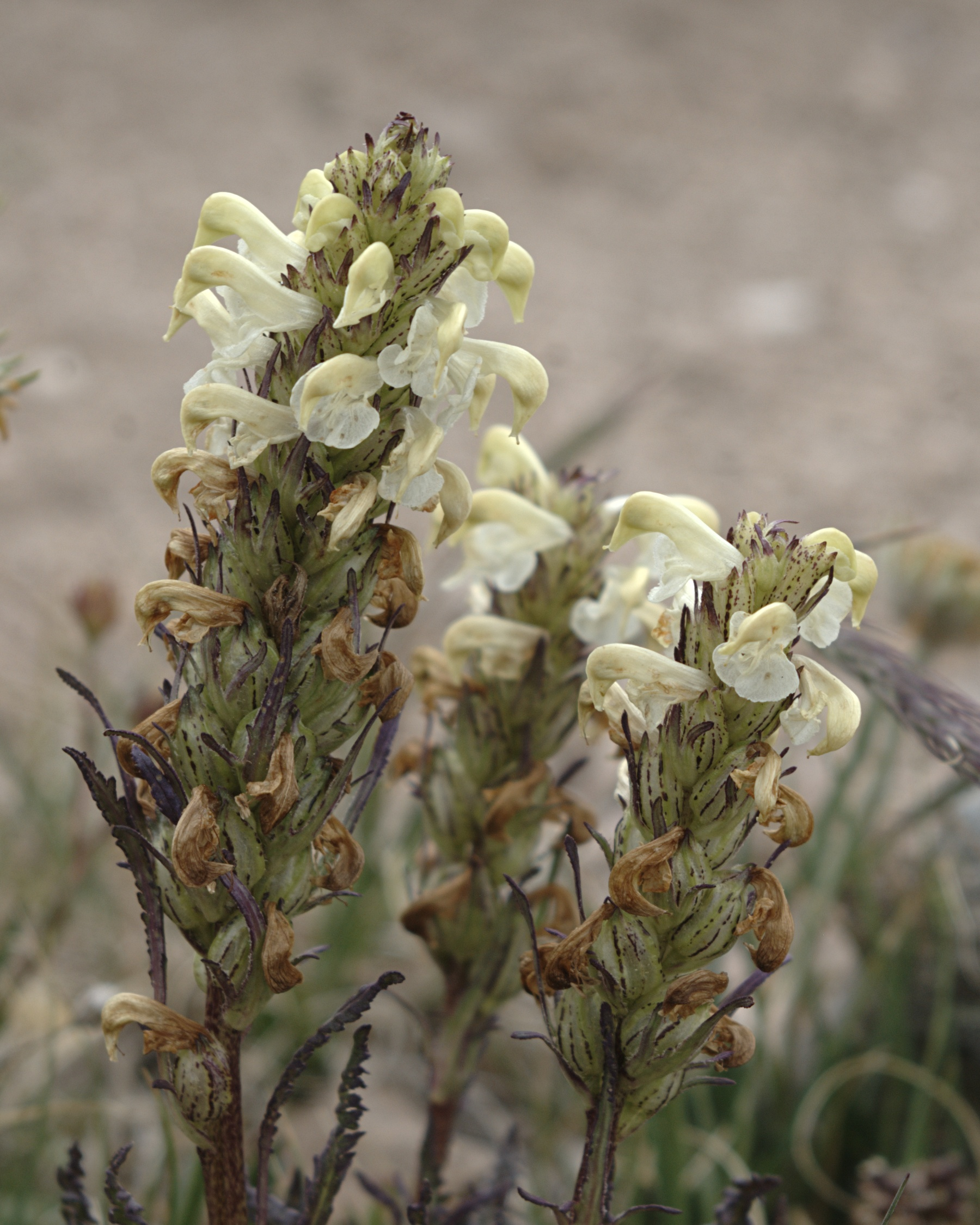
Pedicularis parryi
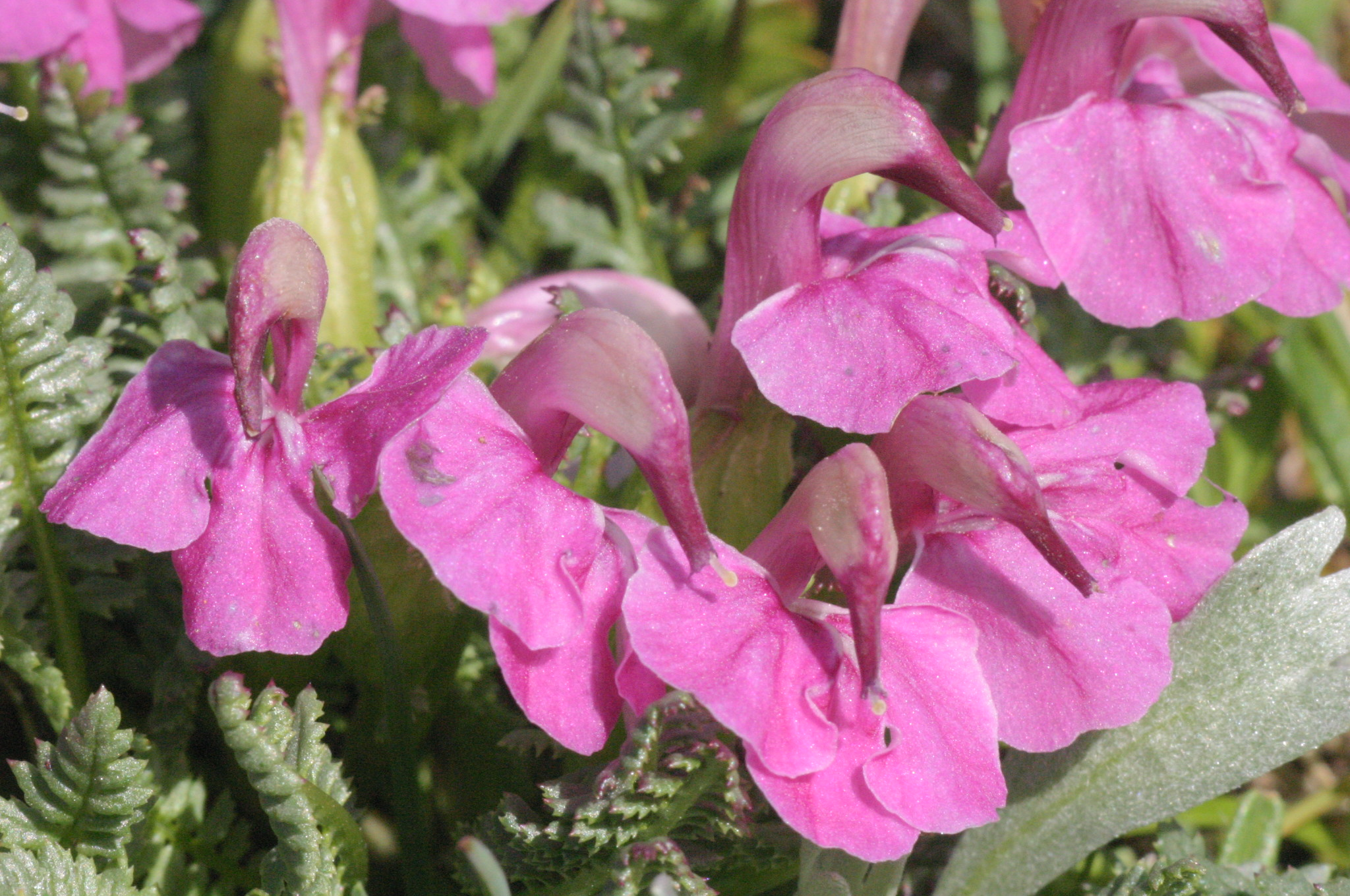
Pedicularis portenschlagii
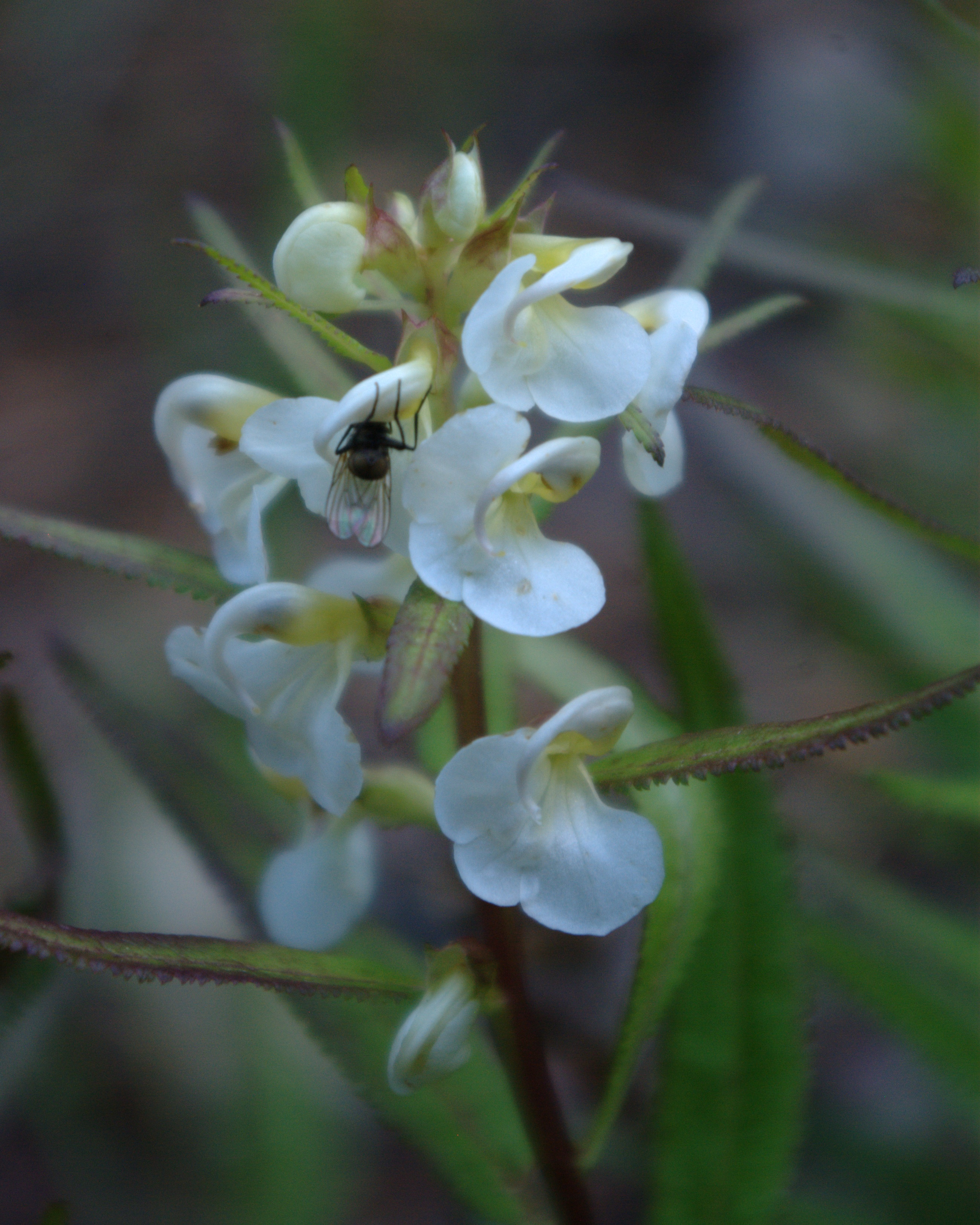
Pedicularis racemosa
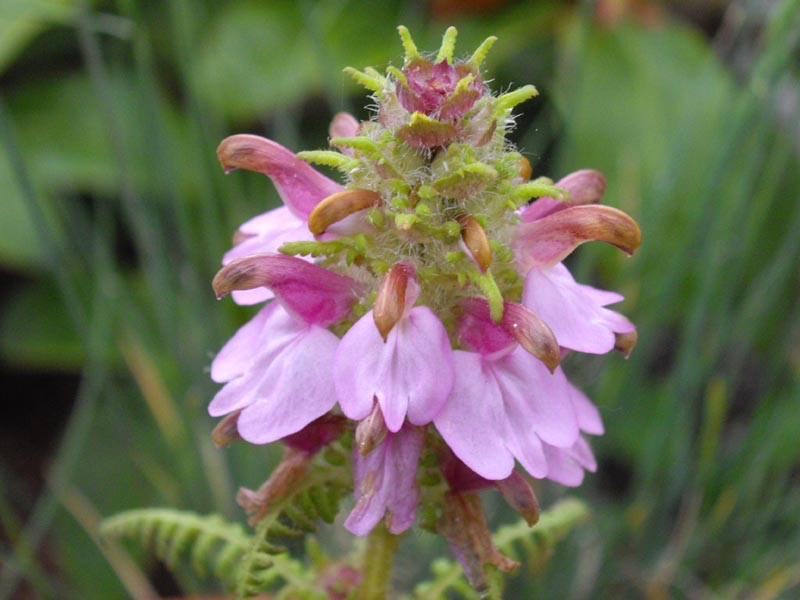
Pedicularis superba
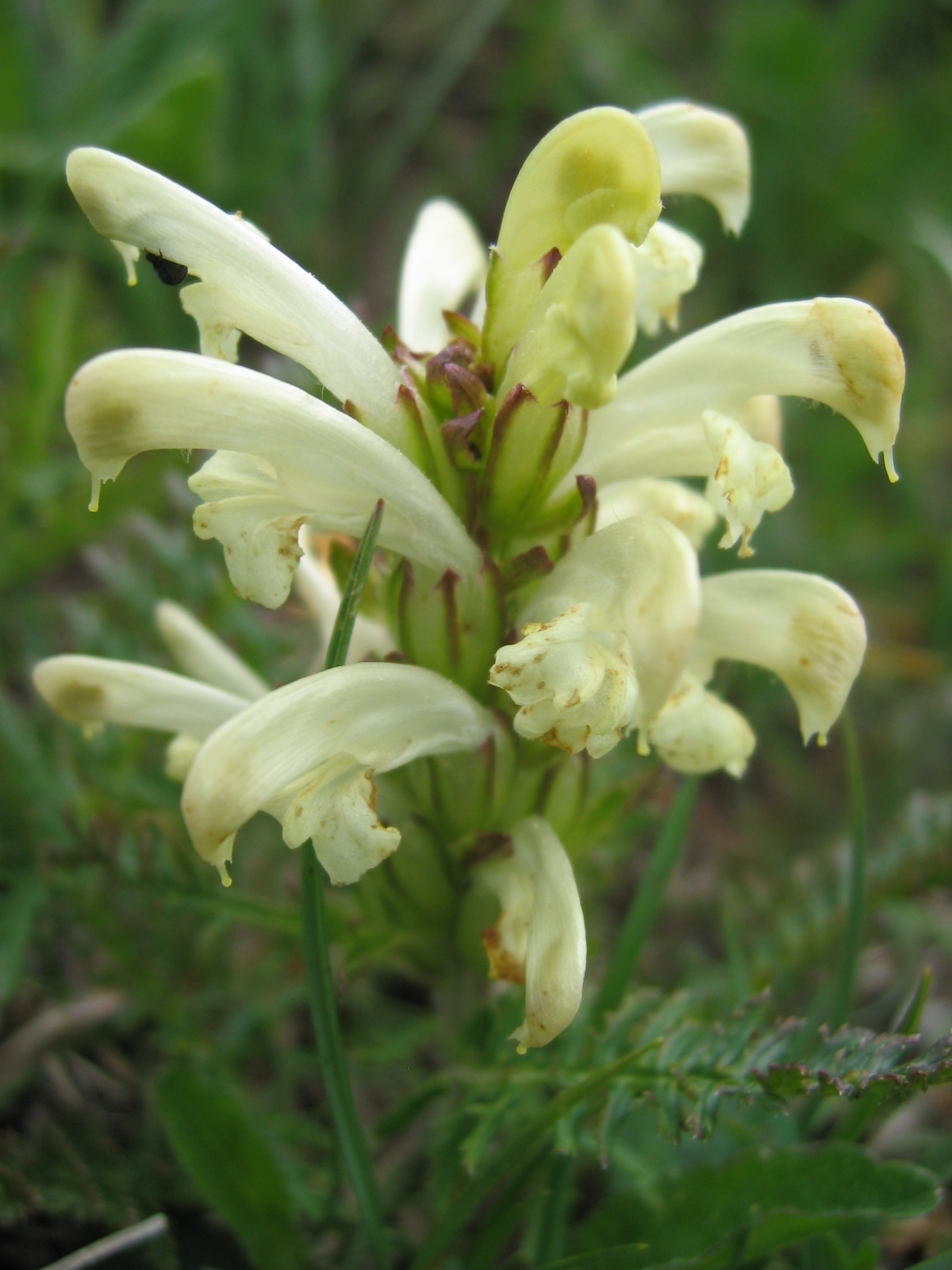
Pedicularis tuberosa
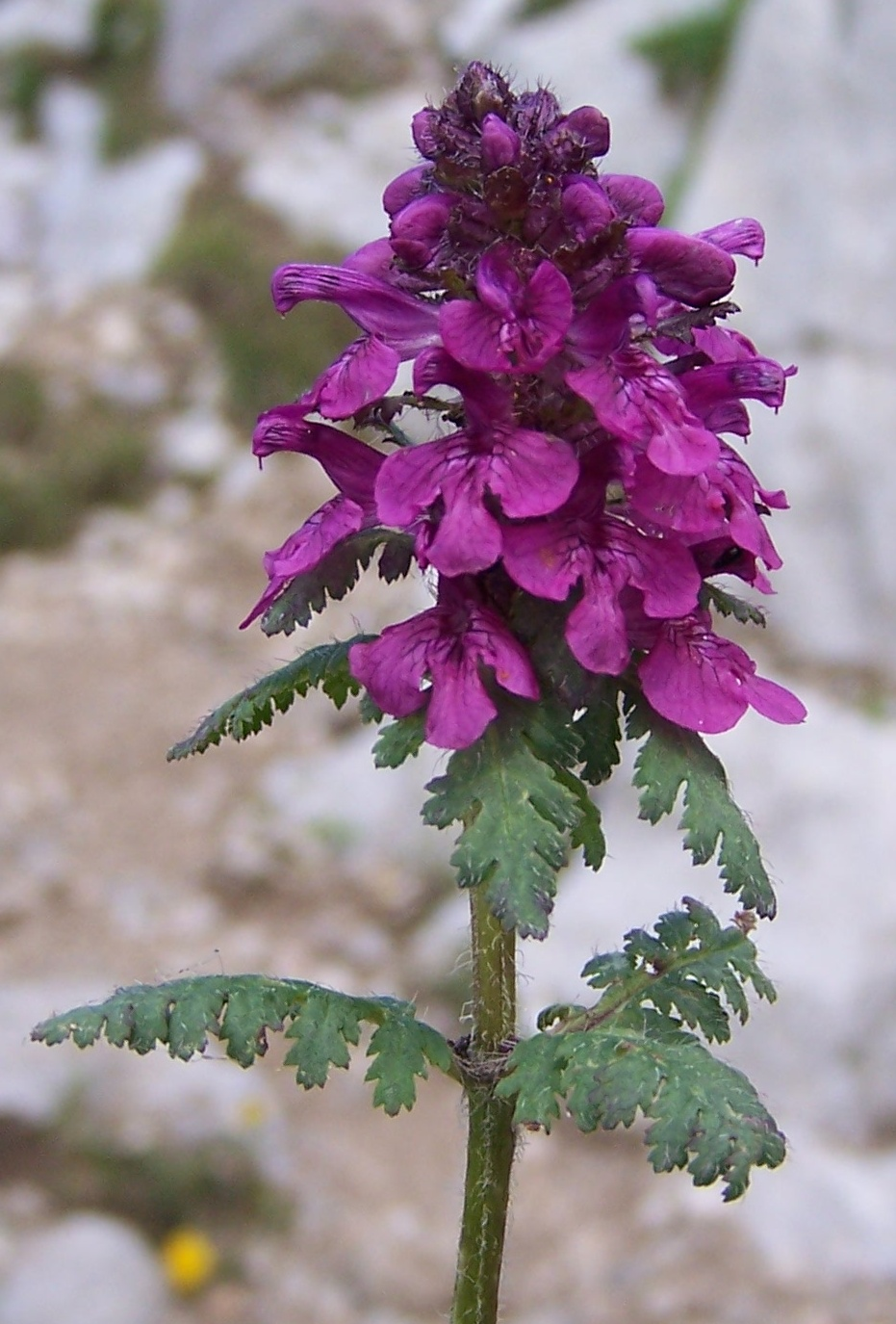
Pedicularis verticillata